# カルビーポテトチップス しあわせバタ〜
カルビーポテトチップス しあわせバタ〜（英: Calbee Potato Chips Fortune Butter）は、カルビーが製造するポテトチップス。同社の登録商標（登録名しあわせバター、第5426126号ほか）。
2010年期間限定発売、2015年から通年販売、2019年時点カルビーポテトチップスシリーズの中で、うすしお味・コンソメパンチ・のりしおに次ぐ4番目に位置するフレーバー。バター・はちみつ・パセリ・マスカルポーネの4つの素材を合わせた、しあわせ（4合わせ）味でほんのり甘じょっぱい。
2014年から韓国でヘテ製菓とカルビーの合弁会社ヘテカルビーがほとんど同じ味のハニーバターチップを製造している。なおこれはヘテ製菓の登録商標（登録名ハイタイハニーバターチップ（英: Haitai Honey Butter Chip）、第6002539号ほか）。

## しあわせバタ〜
カルビーポテトチップスのバター味フレーバーはそれ以前から人気商品として発売されており、2010年5月時点でバターしょうゆ味（現在北海道限定）、味わいあさりバター味があった。
2010年12月、カルビーは期間限定商品としてしあわせバター味を発売した。当初はバター・はちみつ・パセリ・レモンで4合わせ味で、2012年（2011年12月発売分）からチーズに変わっている。人気が出たためその後も毎年12月期間限定で発売、売上も上昇し、2014年度売上は前年比193%にまで伸びている。
2015年からカルビー定番商品として発売となった。また以降もサブブランドで期間限定商品を発売している。平成28年台風第10号による北海道産ジャガイモ不足いわゆる2017年ポテトショックの際に一時的に販売停止処置が取られている。2019年リニューアル。

## ハニーバターチップ
カルビーでは2011年東証一部上場以降、海外事業の拡大を経営戦略の柱としており、同2011年7月当時韓国3位のヘテ製菓と合弁会社ヘテカルビーを設立する。その中で開発されたのがハニーバターチップである。カルビーは取材に対し、ヘテ側がしあわせバタ〜をベースにシーズニングをアレンジした、と答えている。
2014年8月、韓国内で発売する。それまでの韓国のスナック菓子は辛味か塩味しかなかったためハニーバターチップの甘じょっぱい味が新鮮だったこと、また韓国の芸能人がSNSで宣伝したことから、韓国国内で爆発的売上を記録し品薄状態になり店頭で行列ができるほどとなり、社会現象にまでなった。同年12月日本で期間限定しあわせバタ〜が発売されると、ハニーバターチップを買えない韓国人が買い求めたという。
結果、韓国のポテトチップス市場規模の拡大にも貢献している。爆発的売上によりヘテ製菓の株価、その親会社であるクラウン製菓の株価も好転した。農心やロッテ製菓と他の韓国内の製菓会社も類似品を発売、「ハニー」「バター」を入れ似たパッケージを用いた食料品・化粧品・スマホケースなど様々コピー商品が作られた。

## 商品

### 日本国内
2019年時点でのしあわせバタ〜は以下の通り。
- ポテトチップスしあわせバタ〜 60g [5]
- Lサイズしあわせバタ〜 135g [5]
- BIGBAGしあわせバタ〜 170g [5]

パッケージ背景色はバターの黄色。デザインに四つ葉のクローバーがあしらわれており、他のカルビーポテトチップスと同様にキャラクラー「ポテト坊や」が描かれている。特に20代女性に支持されているという。
期間限定
- しあわせバター : 2010年 - 2014年
- しあわせ濃厚バタ〜 : 2015年 - 2016年[13]
- もっと！しあわせバタ〜味 : 2017年[13]
- しあわせ濃厚バタ〜 : 2018年[13]

できたて
またカルビーでは「カルビープラス」というアンテナショップを展開している。そのいくつかで期間限定で「揚げててポテトチップス しあわせバタ〜デラックス」を販売している。

### 海外
まずヘテ製菓が公表するハニーバターチップを列挙する。ヘテも期間限定商品を発売しているがここでは省略する。
- 허니버터칩（ハニーバターチップ）[22]
- 허니버터칩 프로마쥬블랑（ハニーバターチップ フロマージュ・ブラン味）[23]

製造はヘテカルビーでありパッケージにカルビーのロゴが入っている。なおヘテの日本法人であるヘテパシフィックではどちらも記載されていない。
海外のカルビーグループ会社では以下のとおり。
- アメリカ合衆国カルビーノースアメリカ
  - 「Honey Butter Potato Chip」（しあわせバタ〜のアメリカ版）[25]
- 韓国ヘテカルビー
  - 「허니버터칩」（ハニーバターチップ）
  - 「허니버터칩 프로마쥬블랑」（ハニーバターチップ フロマージュブラン味）
- 中国カルビー（杭州）食品有限公司 - 中国市場では日本（あるいは韓国）で製造されたものを輸出して販売している。
  - 「経典薯片濃香黄油味」（しあわせバタ〜）[26]
  - 「海太蜂蜜黄油薯片」（ハニーバターチップ）[26]
  - 「蜂蜜黄油薯片白乳酪味」（ハニーバターチップ フロマージュブラン味）[26]
- オーストラリアカルビーオーストラリア
  - 「Honey Butter Flavour Potato Chip」（蜂蜜牛油味、しあわせバタ〜の香港カルビー四洲製品版）[27]